# Camponotus ebenius
Camponotus ebenius é uma espécie de inseto do gênero Camponotus, pertencente à família Formicidae.